# Titularbistum Parembolae in Phoenicia
Parembolae in Phoenicia (ital.: Parembole di Fenicia) ist ein Titularbistum der römisch-katholischen Kirche.
Es geht zurück auf ein früheres Bistum in der spätantiken römischen Provinz Phoenice im heutigen Syrien. Das Bistum gehörte der Kirchenprovinz Damaskus an.
| Titularbischöfe von Parembolae in Phoenicia |                 |                                            |                   |               |
| Nr.                                         | Name            | Amt                                        | von               | bis           |
| 1                                           | Abdallah Nujaim | emeritierter Bischof von Baalbek (Libanon) | 12. November 1966 | 18. März 1979 |

## Weblink
- Eintrag zu Titularbistum Parembolae in Phoenicia auf catholic-hierarchy.org